# Adriano García-Loygorri y Ruiz
Adriano García-Loygorri y Ruiz (Madrid, 30 d'octubre de 1934) és un enginyer espanyol, acadèmic de la Reial Acadèmia de Ciències Exactes, Físiques i Naturals.

## Biografia
És fill de Adriano García-Loygorri y Murrieta, fill de Narciso García Loygorri y Rizo, comte-duc de Vistahermosa i vescomte de la Vega. El seu pare fou assassinat en les matances de Paracuellos i la seva mare aconseguí fugir a El Puerto de Santa María gràcies a les gestions de l'ambaixador de Cuba.
Es doctorà en enginyeria de mines per la Universitat Politècnica de Madrid. El 1970 va obtenir la càtedra de geologia general, i des de 1993 de geologia estructural i cartografia geològica a l'Escola Tècnica Superior d'Enginyers de Mines de la Universitat Politècnica de Madrid, dels que es va jubilar en 2005. Ha realitzat treballs sobre la geologia dels jaciments de carbó, recursos minerals i medi ambient urbà.
Des de 1960 a 1978 ha treballat a l'Empresa Nacional ADARO d'investigacions minaires, en la que ha realitzat projectes de cartografia geològica, metalogènesi i enginyeria geotècnica, prospecció i estudi de dipòsits minerals metàl·lics i no metàl·lics a conques carboníferes espanyoles. De 1976 a 1988 fou vocal de la Comissió Nacional de Geologia, de la que en fou vicepresident de 1978 a 1982. De 1978 a 1980 fou director de l'Institut Geològic i Miner d'Espanya i de 1980 a 1982 fou director general de Mines i Indústries de la Construcció en els governs d'Adolfo Suárez i Leopoldo Calvo Sotelo. També fou membre del Centre d'Estudis de l'Energia i del Consell de la Junta d'Energia Nuclear.
De 1983 a 1986 tornà a Adaro, i de 1986 a 1995 fou director tècnic adjunt i director de combustibles fòssils i medi ambient de l'Associació d'empreses elèctriques Unidad Eléctrica, S.A.. El 1988 fou nomenat acadèmic de la Reial Acadèmia de Ciències Exactes, Físiques i Naturals, i va prendre possessió del càrrec l'octubre de 1990 amb el discurs  "Los recursos españoles de carbón en la nueva dimensión comunitaria. Fou secretari general d'aquesta acadèmia de 2008 a 2014. El 1994 fou escollit acadèmic de la Reial Acadèmia d'Enginyeria.
Amic personal de José María Álvarez del Manzano, a les eleccions municipals espanyoles de 1995 fou escollit regidor independent dins les llistes del Partido Popular de l'ajuntament de Madrid, on hi ocuparia la regidoria de medi ambient. Reescollit a les eleccions municipals espanyoles de 1999, n'ocuparia fins a 2003 el càrrec de tinent d'alcalde encarregat del medi ambient.
Posteriorment ha estat, entre altres càrrecs, president del Consell Social i membre del Consell de Govern de la Universitat Politècnica de Madrid, membre del Consell Universitari de la Comunitat de Madrid, patró de la Fundació per a la Recerca i Desenvolupament Ambiental (FIDA), membre dels respectius Patronats dels Instituts Madrilenys d'Estudis Avançats de l'Aigua i de l'Energia de la Comunitat de Madrid, i vocal del Consell d'Administració de GESMADRID.